# 빔베트카 바위 은신처
빔베트카 바위 은신처(힌디어: भीमबेटका_शैलाश्रय)는 인도 중부 마디아프라데시주에 위치한 바위 동혈로, 선사 시대, 특히 구석기 시대와 중석기 시대의 인류 생활상이 나타난 곳이다. 인도 아대륙의 초기 인류의 생활을 보여주는 동시에 석기 시대 아슐 문화의 존재 증거로 받아들여진다. 2003년 유네스코 세계문화유산으로 지정되었다.

## 같이 보기
- 페트로글리프 국립 기념물
- 암면 미술
- 알타의 암각화